# 小寺麻未
小寺 麻未（こでら まみ、1月5日 - ）は、日本の女性声優。ぷろだくしょんバオバブ所属。岡山県出身。

## 経歴
出生地は山形県。神奈川県、山口県、岡山県育ち。
東京アナウンス学院卒業。
日向ゆきこ、池田果奈子、江頭浩司と声優ユニット「おしゃもじ」を組んでいた。

## 人物
資格は日本漢字能力検定三級、普通自動車免許。
特技は空手、絵を描く（作ること）。趣味は歌を歌うこと、神社仏閣や歴史のある場所を巡ること、レジンアクセサリー作り。
方言は岡山弁。

## 出演

### テレビアニメ
- エンジェル・ハート（2005年、旅行客）
- SDガンダム三国伝 Brave Battle Warriors（2010年、村の子供、女官、子供）
- 名探偵コナン（2010年、寄席客、子供）
- リタとナントカ（2010年、生徒）
- バトルスピリッツ ブレイヴ（2010年、少年）
- ドラえもん（2011年 - 2018年、モトミちゃん[6]、お母さんB、子ども、アナウンスの声、ももちゃん、男子、少女）
- バトルスピリッツ 覇王（2011年 - 2012年、子供A、カードバトラーB、生徒4）
- バトルスピリッツ ソードアイズ（2012年、町の人）
- クレヨンしんちゃん（2014年 - 2015年、園児A、お姉さん、おねいさん河童A）
- パズドラ（2020年、女の子）

### 劇場アニメ
- 名探偵コナン 探偵たちの鎮魂歌（2006年、ミラクルランド・エキストラ）
- 劇場版ムーミン パペット・アニメーション〜ムーミン谷の夏まつり〜（2009年、子供、どうぶつ達）

### ゲーム
- リネージュII（2004年）
- 内田康夫DSミステリー 名探偵・浅見光彦シリーズ「副都心連続殺人事件」（2009年、千川真冬）
- セイクリッドブレイズ（2009年、孤児の娘、天使の姉）
- タワー オブ アイオン（2009年、シビラー）
- メモリーズオフ6 Next Relation（2009年、カップル女、大学生）
- Tartaros-タルタロス-（2010年、ラミア、銀の騎士将）
- トリックロジック（2010年、報道陣)
- ぱすてるチャイムContinue（2010年、リエル）
- ポケモンバトリオV（2012年）
- ラストサマナー（2014年）
- ウチの姫さまがいちばんカワイイ（2016年、キノ・ブックス）
- Re:ステージ!（2017年）

### 吹き替え

#### ドラマ
- 君の声が聞こえる
- スクール・オブ・ロック（エスメラルダ）
- チャームド 〜魔女3姉妹〜 シーズン7、ファイナルシーズン（メリンダ、女の子）
- ナイトライダー
- フラッシュフォワード

#### アニメ
- MTV EXIT presents INTERSECTION（メイ）
- ちいさなプリンセス ソフィア
- インド版 忍者ハットリくん（美加、若山珠代）
- ライオン・ガード（オゴパ）
- ワクフ（ペコラ）
- スーパーキティ[7]

### ラジオ
- おしゃべりおしゃもじの炊きたてラジオ!!!（ココログ：2010年12月5日 - 2012年3月4日）[4][8]

### ボイスドラマ
- VOMIC
  - SKET DANCE（2010年、トモコ[9]）
  - 保健室の死神（2011年、三途川千歳[10]）

### その他コンテンツ
- TAF2010NHKミニイベント エレメントハンター最終回記念サイン会（MC）
- 東京ゲームショウ 2008「ゲームポットの声騒ぎ」
- ai sp@ce運営感謝祭「スペシャル晩餐会」
- おしゃもじ祭 〜みんなの夢が世界を創るよ〜 DRESS AKIBA HALL（2011年12月2日）